# Astigarraga
Astigarraga es un municipio de Guipúzcoa, del País Vasco, España. Se ubica a escasos kilómetros del centro de San Sebastián, de cuyo municipio formó parte. Es famoso por ser epicentro de la tradición sidrera vasca, cuyo consumo en los últimos años se ha incrementado. De hecho, numerosas sidrerías de la vieja escuela se encuentran aquí y se han hecho inversiones para el cultivo de los manzanos autóctonos para la sidra original.
En la Edad Media era un importante nodo de comunicación entre Guipúzcoa, y el resto de España, para el paso con la cercana Francia. Además era parte del Camino de Santiago; aunque en el tiempo cayó en desuso, hoy en día se está volviendo a potenciar como reclamo turístico.

## Toponimia

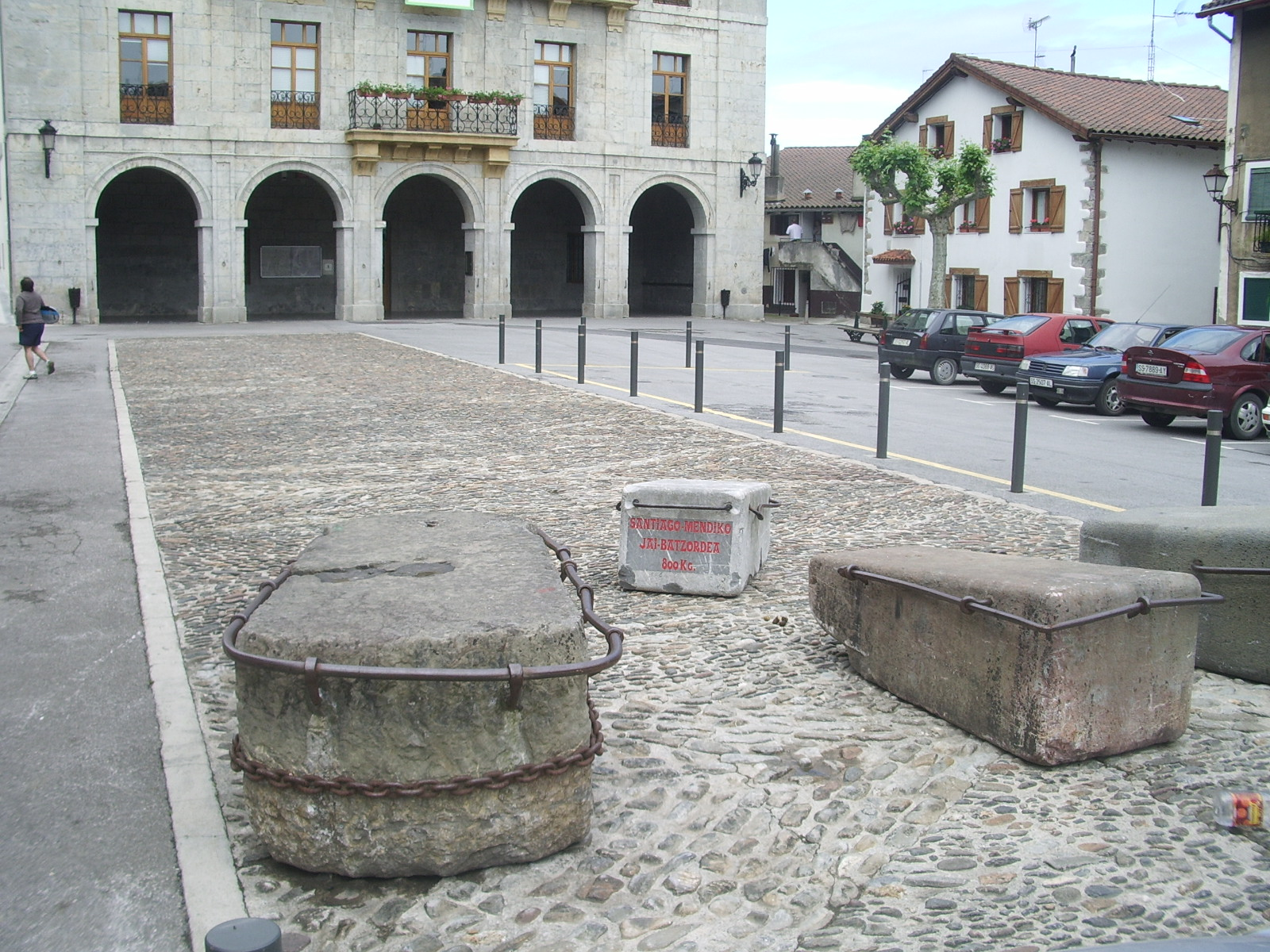
Piedras utilizadas para pruebas de arrastre de piedra en la plaza de los Fueros, frente al Ayuntamiento de Astigarraga

Astigarraga significa 'lugar de arces'. Procede de la palabra vasca astigar, que significa 'arce', y el sufijo -aga que quiere decir 'lugar de'.

## Geografía

### Barrios
Astigarraga surgió a mediados del siglo XIX por la unión de dos entidades administrativas vecinas: lo que propiamente era Astigarraga hasta entonces y el Señorío de Murguía. Estas dos entidades eran muy cercanas y sus casas llegaban a entremezclarse. De hecho había menos de 150 metros en línea recta entre el Ayuntamiento de Astigarraga y el palacio de Murguía. Por ello tras la unión no se siguió hablando de la existencia de dos barrios denominados Astigarraga y Murguía sino simplemente del casco urbano de Astigarraga. En su crecimiento el casco urbano de Astigarraga ha acabado englobando barrios cercanos.
El casco urbano de Astigarraga lo forman los siguientes barrios.
- Centro (Erdialdea): el centro de Astigarraga está comprendido aproximadamente entre la plaza del Ayuntamiento, la iglesia y el palacio de Murguía, junto con las calles vecinas. Aquí se formó el núcleo urbano de Astigarraga tras la unión de Murguía y Astigarraga. Recientemente se ha construido una urbanización en la zona conocida como Murgia Parkea, situada en antiguos terrenos del palacio.
- Galtzaur: Era el nombre que recibía una amplia zona de Astigarraga situada en las faldas del monte Txoritokieta y que antiguamente perteneció al Señorío de Murguía. El límite de dicha zona por el sur lo constituía el arroyo Galtzaur, que separaba esta área de Murguía y Astigarraga. Durante los años 60 y 70 la zona situada junto el arroyo fue urbanizada dando origen al moderno barrio de Galtzaur. Este barrio constituyó la mayor área de expansión de Astigarraga durante esos años. Actualmente forma un todo urbano con el Centro de Astigarraga.
- Portutxo: su nombre significa puertecito en euskera y alude a su localización junto a un meandro del río Urumea donde se ubicaría algún puerto fluvial. Es el conjunto de casas situado a la entrada de Astigarraga viniendo de San Sebastián y junto a la carretera GI-131.
- Errekalde: en el valle que forma el arroyo Galtzaur y lo largo de la antigua salida de la carretera hacia Oyarzun.

Otros barrios de Astigarraga son:
- Ergobia: En el barrio de Ergobia encontramos el puente que está situado en el estratégico vado de Ergobia, lugar que fue durante siglos paso obligado en el Camino a Francia. Por aquí transcurría el Camino Real, hasta que en 1870 se desvió hacia San Sebastián. Es un magnífico puente con recia fábrica de buenos sillares de caliza. Tres ojos de amplia luz y poderosos tajamares. En el lado Sur conserva un viejo pretil con fina barandilla de hierro. Es conjunto monumental declarado desde el año 2000.

- Santiago: situado a unos 2,5 km del centro del pueblo y a media subida del monte Santiagomendi, en una posición que domina el pueblo de Astigarraga y el valle del Urumea. Es uno de los barrios históricos del municipio y quizás el núcleo originario de Astigarraga. Está compuesto por un núcleo de caseríos y por diversos caseríos dispersos por Santiagomendi.
- Ventas de Astigarraga (Benta): es un barrio de caseríos situado junto a la carretera que va de Astigarraga a Oyarzun, en un pequeño alto que corona dicha carretera (unos 130 m) y justo en el límite del término municipal de Astigarraga con el de Rentería, por el que el barrio es compartido por ambos municipios. Su nombre se debe a que aquí se ubicaba una venta del antiguo camino real. También es conocido como Perurena por el nombre de un caserío del barrio situado junto a la carretera.

### Localidades limítrofes
Astigarraga limita con los municipios de San Sebastián al norte y noroeste, Hernani al sur y suroeste y Rentería al este. Por el sudeste limita con el enclave de Landarbaso, que pertenece a San Sebastián.
Astigarraga se ubica junto a la carretera GI-131 que une Hernani con San Sebastián siguiendo el valle del río Urumea. Siguiente esta vía de comunicación Astigarraga se encuentra a 3,5 km de Hernani, que es la localidad más cercana y a 6,5 km de Urnieta. Por la misma carretera, pero en dirección contraria, el centro de la ciudad de San Sebastián se ubica a 5 km, mientras que el barrio donostiarra de Martutene queda a solo 1 km de Astigarraga.
Del pueblo de Astigarraga sale otra carretera, de menor importancia, la GI-2132 que a través del pequeño alto de Ventas (130 m) pone en comunicación el valle del Urumea con el de Oyarzun. A través de esta carretera, las localidades de Rentería y Oyarzun quedan a 8,5 y 9,5 km respectivamente.
En la actualidad se están construyendo nuevas infraestructuras viarias en la zona, como la autovía del Urumea, que discurrirá paralela a la GI-131 y que está previsto que entre en funcionamiento en 2007. En 2007 comenzarán a su vez las obras del Segundo Cinturón de San Sebastián, un nuevo tramo de la autopista AP-8 que circunvalará la capital donostiarra y que pasará en uno de sus tramos entre Oyarzun y Astigarraga. Se prevé la entrada en funcionamiento de esta carretera para 2009.

## Historia

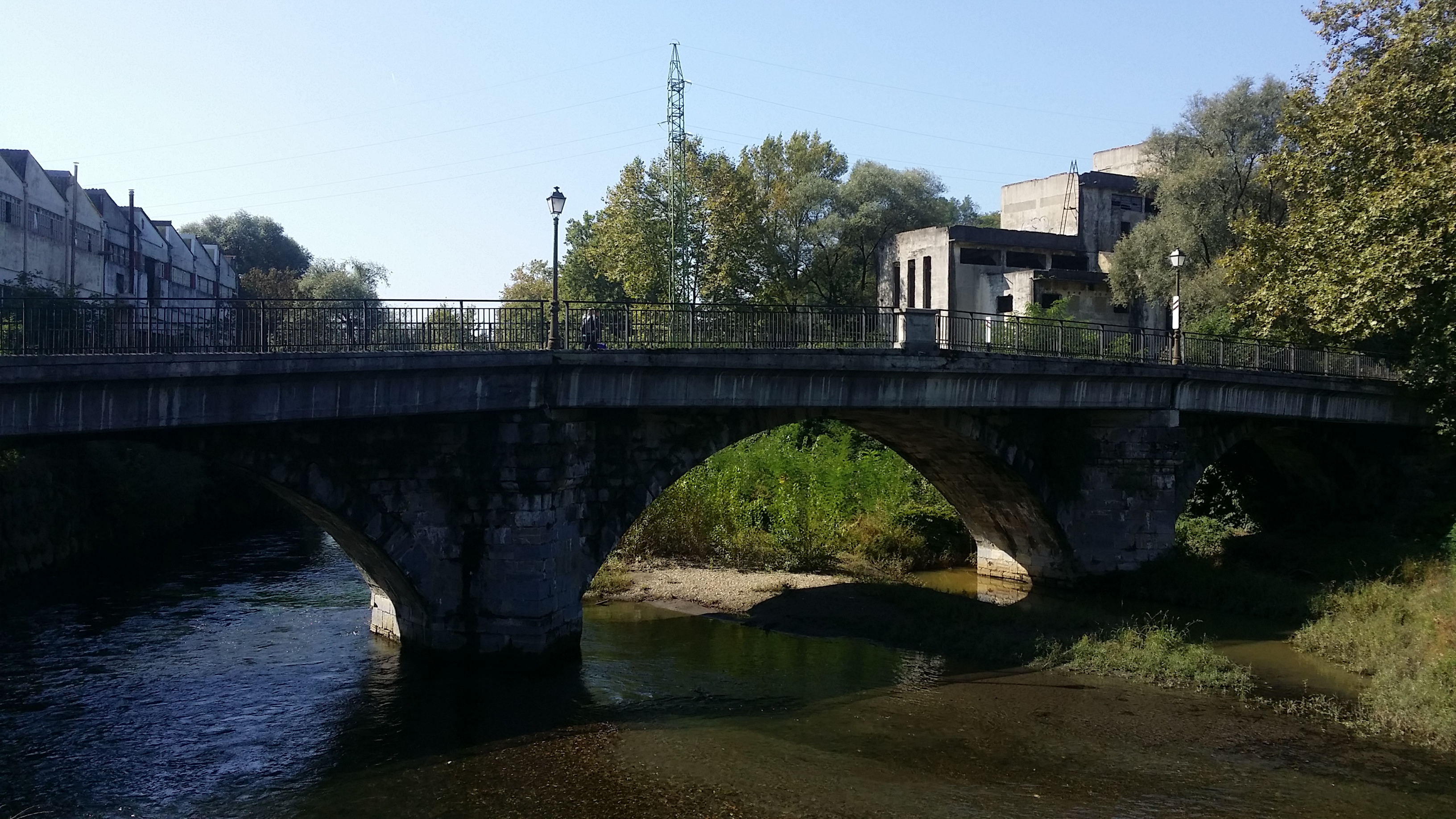
Puente de Ergobia

El monte Santiagomendi, que domina la población es el lugar donde se encuentran los vestigios más antiguos de Astigarraga. En Santiagomendi existen restos de un poblado prehistórico que viene siendo excavado en campañas veraniegas desde su descubrimiento en 1993. En dicho poblado se han encontrado restos que se remontan al Calcolítico, Edad del Bronce, Edad del Hierro y el comienzo de la colonización romana.
Este poblado dejó de estar habitado hace unos 2000 años de acuerdo a los hallazgos arqueológicos del yacimiento. Este periodo coincide con el comienzo de la colonización romana. El escritor romano Plinio el Viejo, en el tercer libro de su Historia Natural dejó constancia de la existencia de un oppidum en territorio de la tribu de los várdulos denominado Morogi. Se desconoce la ubicación exacta de Morogi, pero generalmente suele ser ubicada por los eruditos en algún lugar del bajo valle del Urumea por su semejanza con el topónimo Murguía. Algunos de ellos, como el historiador Alfonso del Valle de Lersundi, han conjeturado la hipótesis de que Morogi se ubicaba más concretamente en el barrio de Ergobia, donde desde tiempos inmemoriales ha existido un vado que servía para cruzar el río Urumea. Se desconoce actualmente si hubo alguna relación entre el poblado de Santiagomendi y el Morogi de las fuentes romanas.
La actual población de Astigarraga parece configurarse en la Edad Media como una etapa del Camino Vasco del Interior, un ramal de la Ruta Jacobea, que tuvo su mayor importancia entre los siglos X y XIII. De nuevo el núcleo de población aparece en el monte Santiagomendi. La conexión de Astigarraga con la Ruta Jacobea no figura en documentación escrita, pero se basa en la tradición local, en evidencias toponímicas y físicas. Se sabe que el camino pasaba por Astigarraga, aunque no la importancia que tenía la localidad en dicha ruta. El monte en cuyas faldas se ubica la población se llama Santiagomendi, que en lengua vasca quiere decir monte de Santiago. La ermita de Santiagomendi, situada en la cumbre del monte homónimo, es según la tradición local, la antigua parroquia del pueblo y fue construida en el siglo XIII, según se cree. En el Museo Diocesano de San Sebastián se conserva una talla del santo que data del siglo XIII y procede de dicha ermita. Por supuesto Santiago es aún hoy en día el patrón de la localidad.
Originalmente Astigarraga era el núcleo de población situado en las faldas del monte Santiagomendi, mientras tanto en la parte baja del valle se forma durante la Edad Media otra entidad política de tipo feudal: el Señorío de Murguía. Los señores de Murguía controlaban, desde su casa-torre situada en una pequeña colina, las fértiles riberas del río Urumea y el estratégico vado de Ergobia.

### Señorío de Murguía

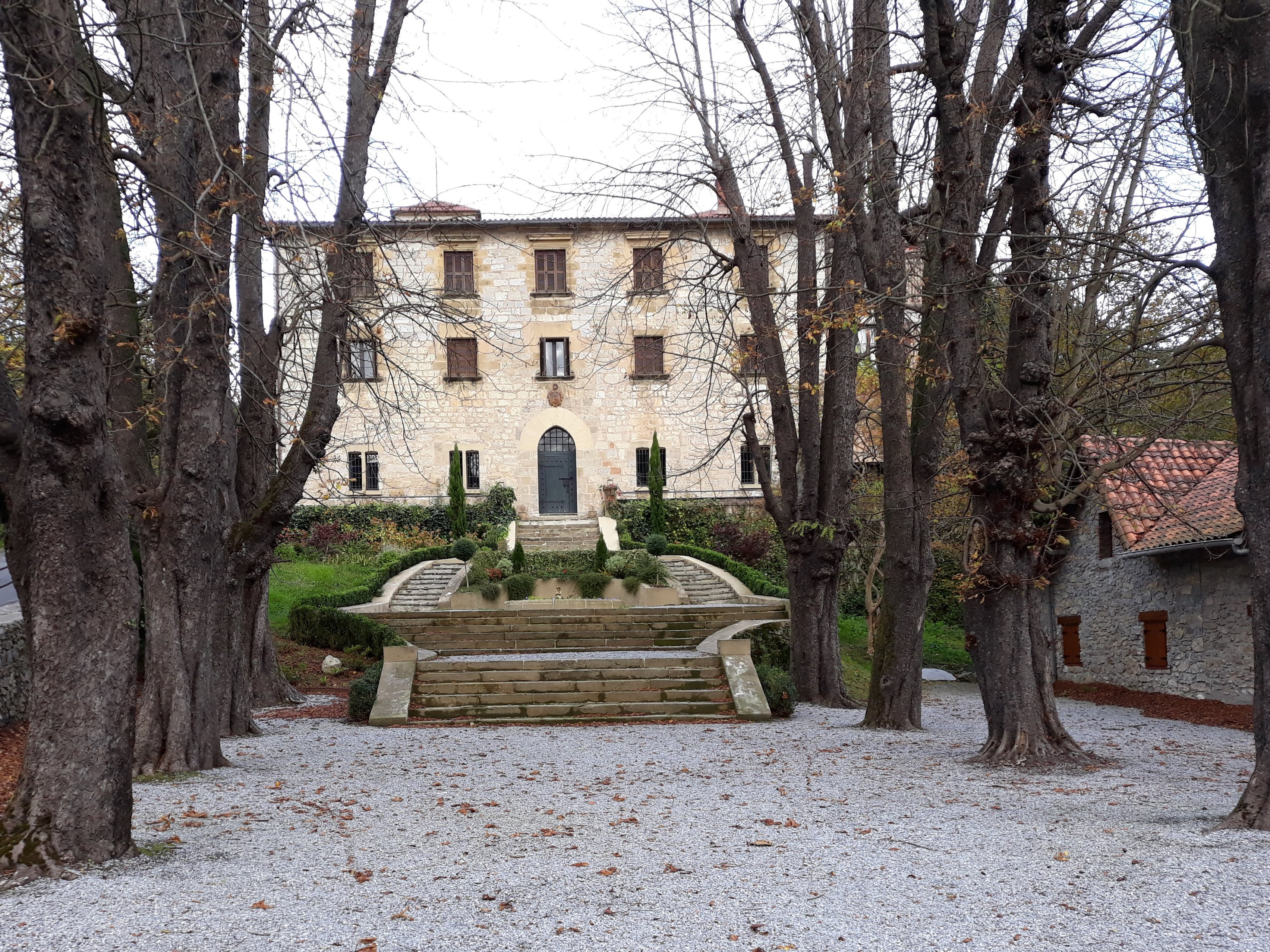
Palacio de Murguía

El primer señor de Murguía del que se tiene constancia es Diego López de Salcedo, que vivió en el siglo XIII. Se dice que fue hijo natural de uno de los Señores de Vizcaya y que ostentó los cargos de merino mayor de Álava y Guipúzcoa entre 1261 y 1291.
Los Señores de Murguía tenían su casa-torre en el emplazamiento donde se ubica actualmente el palacio de Murguía. Desde ahí ejercían su dominio sobre la zona, controlando ferrerías, molinos, montes y especialmente el vado de Ergobia sobre el Urumea, donde cobraban peaje a las mercancías que pasaban.
Durante las Guerras banderizas de los siglos XIV y XV los Murguía fueron parte del bando oñacino. En este turbulento periodo los señores de Murguía lograron establecer una relación de cierto dominio señorial sobre los vecinos de Astigarraga. En 1382, siendo señora de Murguía Navarra Martínez de Oñaz, nieta de don Diego López de Salcedo; los vecinos de Astigarraga suscribieron un contrato con los señores de Murguía por el cual debían de prestar a los señores una serie de servicios y pagar una serie de tributos; a cambio de protección y una serie de derechos que les eran reconocidos por los segundos.
Según el cronista Lope García de Salazar la de los Murguía fue una de las casas castigadas por orden de la Hermandad de Guipúzcoa en 1456.
El Señorío de Murguía fue un rara avis en el ordenamiento político-jurídico de Guipúzcoa desde el siglo XV hasta el siglo XIX. Constituía lo que era denominado un coto cerrado, una serie de tierras y fincas propiedad de los señores, que no dependían administrativamente de ninguna entidad local, sino que estaban sometidas directamente a la jurisdicción de la Hermandad de la provincia.

### Villa de Astigarraga

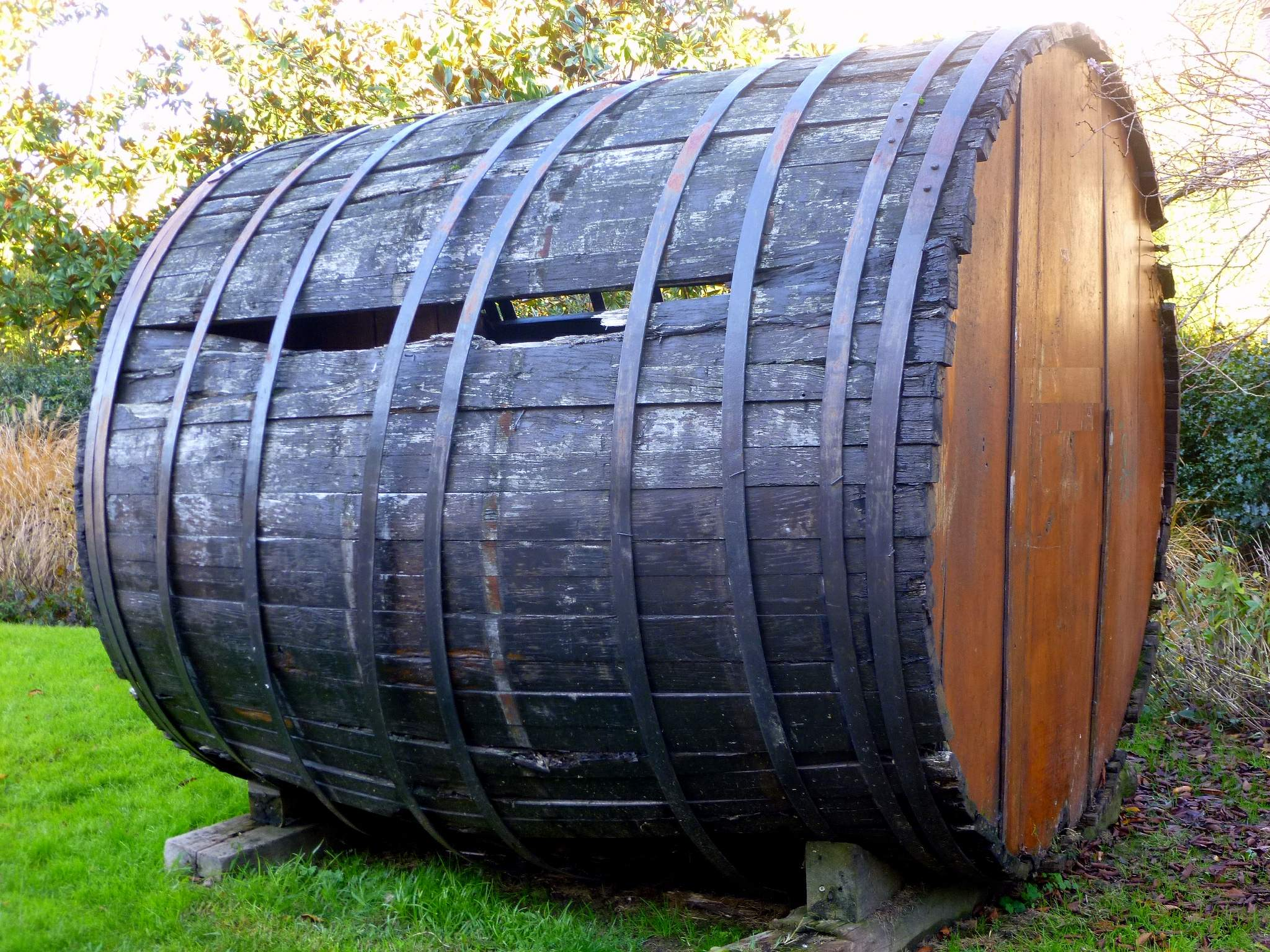

Durante parte de la Edad Moderna, Astigarraga perteneció a la alcaldía mayor de Aiztondo, bajo la denominación de tierra y universidad de Astigarraga. No se sabe cuándo entró Astigarraga a formar parte de esta alcaldía mayor, cuya existencia se remonta al menos a finales del siglo XIV. Los historiadores presuponen que la incorporación de Astigarraga a Aiztondo fue de carácter voluntario para poder sustraerse de la influencia de los vecinos señores de Murguía. La alcaldía mayor de Aiztondo tenía su cabeza en la localidad de Asteasu, a más de 20 km de distancia y Astigarraga formaba un enclave alejado de su jurisdicción. Este hecho y diferentes pleitos que mantuvieron los vecinos de Astigarraga con los de Asteasu, llevaron a los primeros a solicitar la concesión del villazgo al rey. Esta fue concedida el 26 de enero de 1660 mediante una real cédula y el pago de un donativo de dos mil ducados.

### Historia contemporánea
Durante la primera guerra carlista (1833-1840) el señor de Murguía y marqués de Valdespina, José María de Orbe y Elío tuvo un papel importante dentro del bando carlista como Mariscal de Campo y Ministro de la Guerra del pretendiente don Carlos. Opuesto al Convenio de Vergara que puso fin a la guerra en el País Vasco y Navarra en 1839, José María de Orbe marchó al exilio.
Quizás a causa del papel jugado por el señor de Murguía en el conflicto, en el año 1840, tras finalizar la primera guerra carlista, las dos jurisdicciones de Murguía y Astigarraga fueron amalgamadas por el gobierno liberal en una única entidad local, siendo Murguía absorbida por la villa de Astigarraga. Pocos años después, en 1845, Astigarraga se constituyó en municipio de acuerdo a la nueva ley municipal.

### Barrio de San Sebastián
Durante más de 40 años del siglo XX Astigarraga estuvo anexionada a San Sebastián como barrio. Fue entre 1943 y 1987. A los pocos años de finalizar la guerra civil española, el 30 de septiembre de 1941, el consistorio astigarragatarra aceptó en un acuerdo municipal su anexión a San Sebastián. La anexión respondía más a los intereses de San Sebastián que veía aumentar su población y territorio que a los intereses del propio pueblo, pero la situación de dictadura imperante en aquel momento impedía cualquier contestación seria al acuerdo.[cita requerida] Este se hizo efectiva dos años más tarde cuando fue aprobada por el BOE y se simbolizó en un acto solemne sobre la misma muga de ambas poblaciones el 29 de noviembre de ese mismo año.
Durante los años de pertenencia a San Sebastián, Astigarraga vio duplicarse su población, teniendo un crecimiento moderado de la misma. Fue utilizado más para una expansión de tipo industrial de la ciudad con la construcción de varios polígonos industriales en su territorio que para una expansión de tipo urbano, como fue el caso de la población de Alza, anexionada a San Sebastián durante el mismo periodo. Ello permitió al pueblo mantener su identidad.
Décadas más tarde, con la llegada de la democracia, se inicia un movimiento ciudadano en el entonces barrio de San Sebastián para lograr la desanexión y la vuelta a la situación anterior a 1941. En un referéndum celebrado el 30 de diciembre de 1984, la mayoría de los vecinos vota por la desanexión. Poco después, el Ayuntamiento de San Sebastián aprueba la desanexión, asimismo ratificada por Diputación y Juntas Generales de Guipúzcoa el 9 de abril de 1987. El 30 de junio de 1987 se constituye el nuevo ayuntamiento democrático de Astigarraga.

## Economía
Históricamente, Astigarraga ha sido una localidad de carácter agrícola, siendo los cultivos más importantes la manzana y el maíz.
En Astigarraga hay 341 empresas industriales y de construcción censadas, 138 empresas comerciales mayoristas, 85 comercios minoristas y 49 establecimientos de hostelería. Supone el 1,2 % de la actividad económica guipuzcoana.
Durante la época en la que Astigarraga perteneció a San Sebastián se construyeron tres polígonos industriales en su territorio:
- Bidebitarte; de unas 16 hectáreas, está situado entre el pueblo de Astigarraga y el río Urumea, ocupando buena parte de las riberas del río.
- Ubarburu: era parte del Polígono 27 de Martutene; pero tras la separación del municipio de Astigarraga de San Sebastián quedó como una prolongación de dicho polígono industrial donostiarra dentro del término municipal de Astigarraga. Tiene unas 13 hectáreas.
- Zamoka (antiguo Polígono 26-2.ª fase): situado junto al barrio de Ergobia. Tiene unas 12 hectáreas.

En estos tres polígonos y en unos cuantos pabellones industriales situados a lo largo de la carretera entre Ergobia y Hernani se ubica la industria de Astigarraga.
Según el catálogo industrial vasco (CIVEX) las empresas de la localidad que superan los 50 trabajadores son:
- Biurrarena: venta y reparación de maquinaria de obras públicas[4]
- Comercial Aibak TRS (Divinus Catering): cáterin[5]
- SL de Estabilización y Control de la Erosión (SLECE): estabilización de taludes[6]
- Talleres Agui: piezas de embutición y montaje de conjuntos mecánicos[7]

En 2005 había 200 empresas industriales y censadas en Astigarraga.

## Administración y política

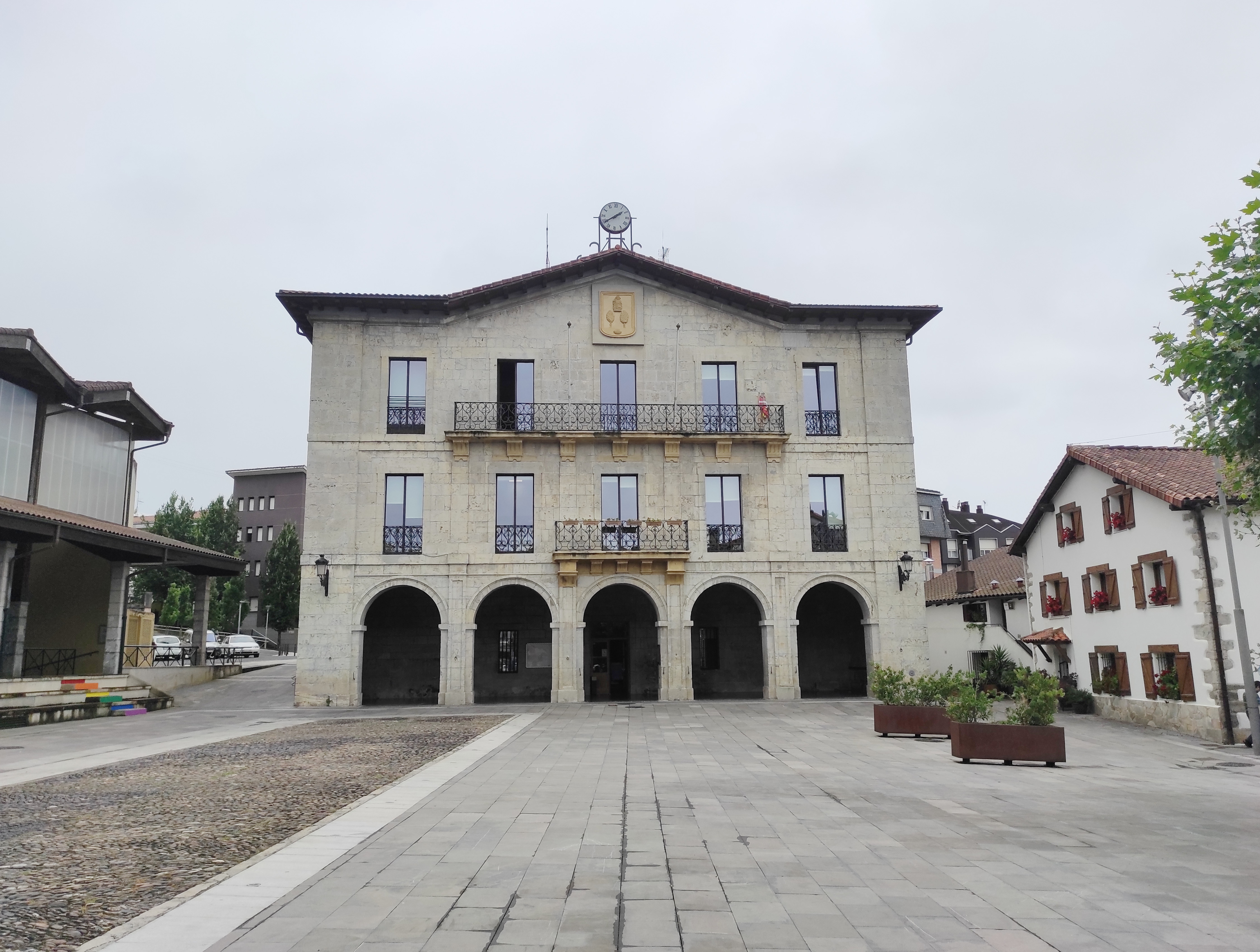
Ayuntamiento de Astigarraga

| Periodo   | Nombre                          | Partido | Partido                                                      |
| --------- | ------------------------------- | ------- | ------------------------------------------------------------ |
| 1987-1990 | Antton Arka Montoro             |         | Herri Batasuna (HB)                                          |
| 1990-1991 | Martin Agirre                   |         | Herri Batasuna (HB)                                          |
| 1991-1999 | Mikel Zabala Arregi             |         | Eusko Alkartasuna (EA)                                       |
| 1999-2003 | Miren Elixabete Laburu Labaka   |         | Euskal Herritarrok (EH)                                      |
| 2003-2011 | Bixente Arrizabalaga Bengoetxea |         | Eusko Alkartasuna (EA)                                       |
| 2011-2015 | Andoni Gartzia Arruabarrena     |         | Bildu                                                        |
| 2015-2017 | Jesús María Santos              |         | Euzko Alderdi Jeltzalea-Partido Nacionalista Vasco (EAJ-PNV) |
| 2017-2019 | Zorione Etxezarraga             |         | Euzko Alderdi Jeltzalea-Partido Nacionalista Vasco (EAJ-PNV) |
| 2019-act. | Xabier Urdangarin Lasa          |         | Euskal Herria Bildu (EH Bildu)                               |

| Partido político                                              | 2023  | 2023       | 2019  | 2019       | 2015  | 2015       | 2011  | 2011       | 2007  | 2007       | 2003        | 1999       | 1995       | 1991       | 1987       |
| Partido político                                              | %     | Concejales | %     | Concejales | %     | Concejales | %     | Concejales | %     | Concejales | Concejales  | Concejales | Concejales | Concejales | Concejales |
| Euskal Herria Bildu (EH Bildu)-Bildu                          | 51,70 | 8          | 49,10 | 7          | 42,93 | 6          | 48,03 | 7          | —     | —          | —           | —          | —          | —          | —          |
| Euzko Alderdi Jeltzalea-Partido Nacionalista Vasco (EAJ-PNV)  | 29,94 | 4          | 39,33 | 5          | 42,29 | 6          | 16,10 | 2          | 27,15 | 3          | 9           | 5          | 1          | 2          | 2          |
| Partido Socialista de Euskadi-Euskadiko Ezkerra (PSE-EE PSOE) | 8,32  | 1          | 8,45  | 1          | 9,31  | 1          | 5,08  | 0          | 10,91 | 1          | 1           | 0          | 0          | —          | —          |
| Elkarrekin Podemos                                            | 5,76  | 0          | —     | —          | —     | —          | —     | —          | —     | —          | —           | —          | —          | —          | —          |
| Partido Popular del País Vasco (PP)                           | 2,61  | 0          | —     | —          | 1,86  | 0          | 4,80  | 0          | 7,71  | 1          | 1           | 0          | 0          | —          | —          |
| Hamaikabat (H1!)                                              | —     | —          | —     | —          | —     | —          | 13,08 | 2          | —     | —          | —           | —          | —          | —          | —          |
| Aralar                                                        | —     | —          | —     | —          | —     | —          | 4,62  | 0          | —     | —          | —           | —          | —          | —          | —          |
| Aurrera Astigarraga Bai (AAB)                                 | —     | —          | —     | —          | —     | —          | 4,48  | 0          | —     | —          | —           | —          | —          | —          | —          |
| Ezker Batua-Berdeak (EB-B)                                    | —     | —          | —     | —          | —     | —          | 1,56  | 0          | 16,08 | 2          | 0           | —          | —          | —          | —          |
| Eusko Alkartasuna (EA)                                        | —     | —          | —     | —          | —     | —          | —     | —          | 35,68 | 4          | —           | —          | 5          | 4          | 4          |
| Herri Batasuna (HB)-Euskal Herritarrok (EH)                   | —     | —          | —     | —          | —     | —          | —     | —          | —     | —          | Ilegalizado | 6          | 5          | 5          | 5          |

De las elecciones municipales de 2007 se puede destacar que los partidos nacionalistas fueron las fuerzas más votadas, mientras que PSE-EE y PP vasco lograron un concejal cada uno en el municipio. Destacar también el apoyo a la candidatura ilegalizada EAE-ANV, al observar que los 689 votos nulos superaron a cualquier candidatura.
En las elecciones municipales de mayo de 2011, el partido más votado fue la coalición independentista Bildu, que se hizo con la alcaldía por mayoría absoluta.
En las elecciones municipales de mayo de 2015, el partido más votado fue la coalición independentista EH Bildu, pero gracias al acuerdo entre PNV y PSE-EE, el candidato jeltzale Jesús María Santos fue aupado a la alcaldía del municipio.

## Demografía
| Gráfica de evolución demográfica de Astigarraga entre 1842 y 1940 |
| |
| Población de derecho según los censos de población del INE Población de hecho según los censos de población del INEEntre el censo de 1950 y el anterior, este municipio desaparece porque se integra en el municipio San Sebastián |

Astigarraga cuenta con una población de 7764 habitantes (INE 2024).
| Gráfica de evolución demográfica de Astigarraga entre 1991 y 2021 |
| |
| Población de derecho según los censos de población del INE Población de hecho según los censos de población del INEEntre el censo de 1991 y el anterior, aparece este municipio porque se segrega del municipio San Sebastián |

## Cultura

### Patrimonio

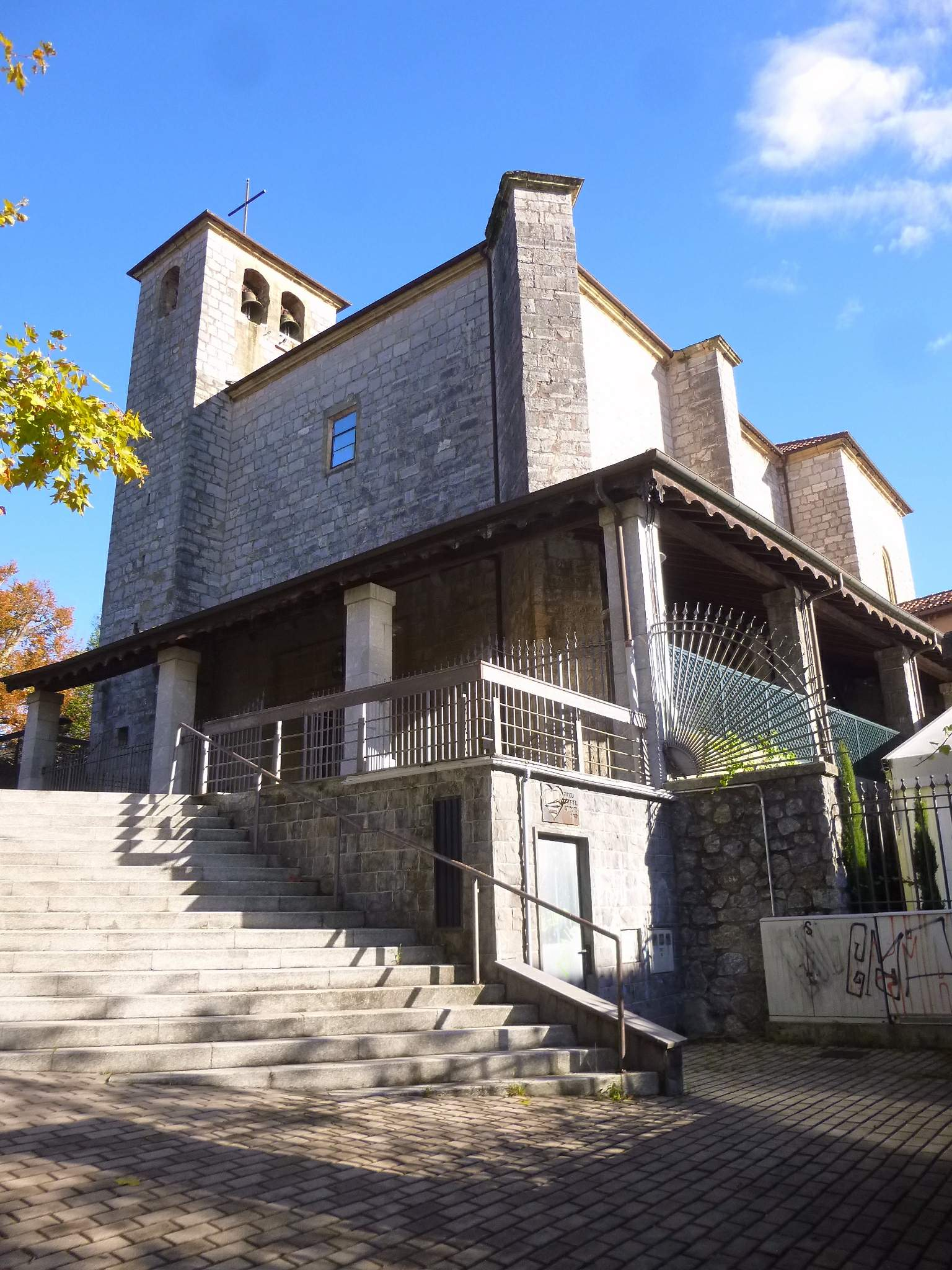
Iglesia de la Asunción de Nuestra Señora

Astigarraga es una etapa en la Ruta Jacobea, tanto como variante en el Camino de Santiago de la Costa, como del Camino de Santiago Vasco del Interior. Por ello sus principales monumentos están relacionados de una u otra manera con el Camino de Santiago y se encuentran declarados como parte del Conjunto monumental del Camino de Santiago. Son:
- Iglesia de Nuestra Señora de la Asunción (o de Murguía): es la iglesia parroquial de Astigarraga. Durante siglos estuvo sujeta al patronazgo de los Señores de Murguía y de hecho se situaba dentro de sus dominios.
- Ermita de Santiagomendi: en la cima del monte del mismo nombre. Esta ermita formaba parte de la Ruta Jacobea del Norte. En su interior se conservaba una talla de Santiago vestido de peregrino que se remonta al siglo XIII, actualmente en el Museo Diocesano de San Sebastián.

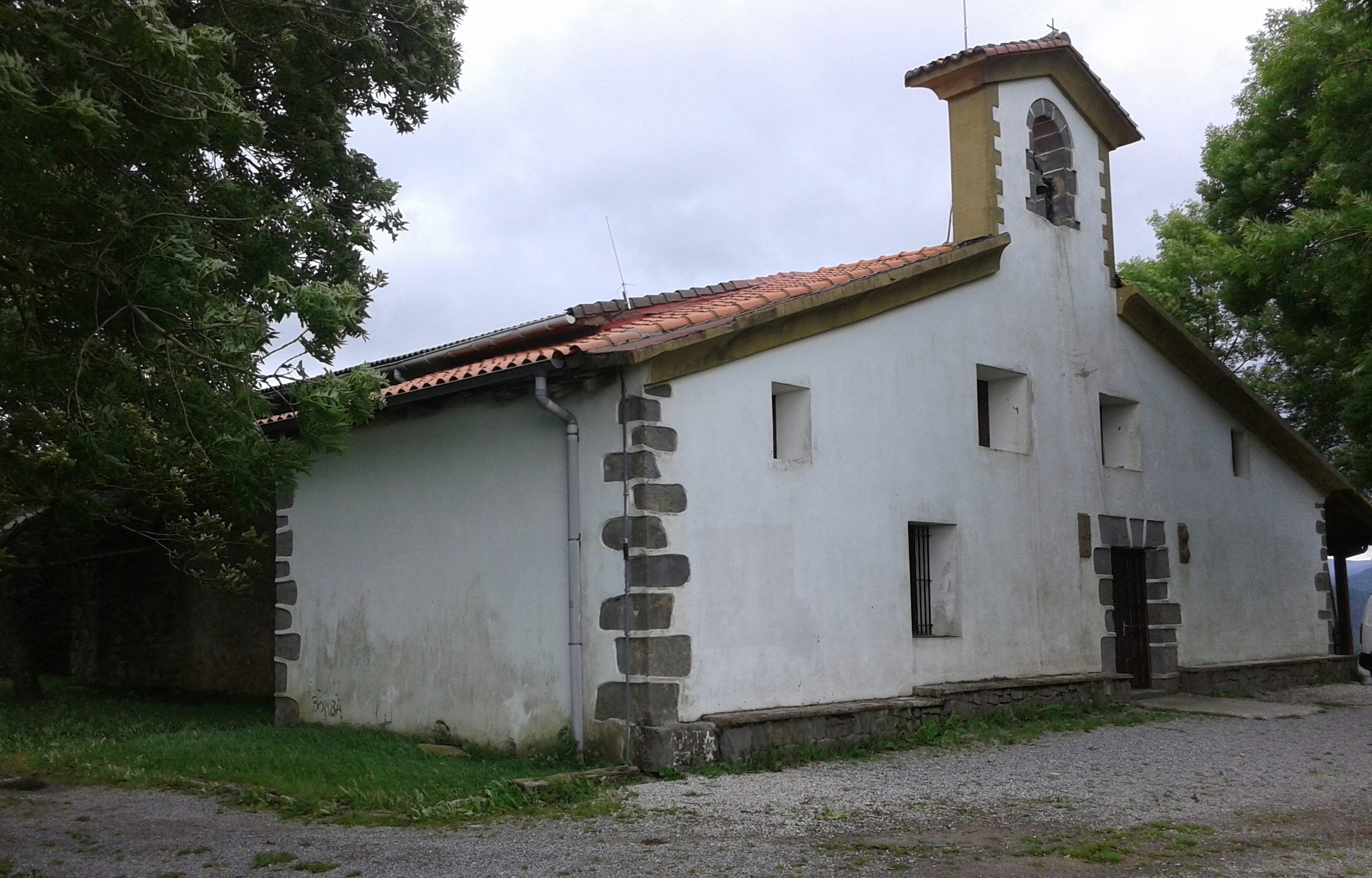
Ermita de Santiagomendi en Astigarraga

- Palacio de Murguía: Construido en piedra de sillería; el actual palacio data del siglo XVI, con anterioridad había sido fortaleza medieval y casa-torre. Sigue perteneciendo en la actualidad a los señores de Murguía, que son los marqueses de Valdespina.
- Puente de Ergobia: situado sobre el estratégico vado de Ergobia, lugar que fue durante siglos fue paso obligado en el Camino a Francia. Por este vado transcurría el Camino de Santiago. En el siglo XVI se construyó un puente de madera sobre el vado, posteriormente sustituido en el siglo XVIII por uno de piedra. El Camino Real pasaba por aquí, hasta que en 1870 se desvió hacia San Sebastián. Es un magnífico puente con recia fábrica de buenos sillares de caliza. Tres ojos de amplia luz y poderosos tajamares. En el lado Sur conserva un viejo pretil con fina barandilla de hierro.
- Casa Consistorial: fue construida en torno a 1743. Su diseño pudo deberse al arquitecto José de Lizardi. Posee planta rectangular, mientras que su fachada reproduce uno de los modelos más repetidos en la época, con una arquería porticada en su parte baja y cinco vanos en las dos plantas superiores, coronándose la zona central con un frontón triangular previsto para acoger el escudo de la localidad y en cuyo lugar se instalaría un reloj. Con todo, es curioso el amplio balconaje superior, que invierte el desarrollo habitual en altura en este tipo de edificios y le otorga cierta originalidad dentro del conjunto.
- Picotas, cruces de términos y fuentes varias.

Otros bienes inmuebles que están inventariados en el Patrimonio vasco:
- Casa Ibai-Ondo: fue construida por el arquitecto donostiarra Pablo Zabalo y sirvió como casa-taller del escultor Carlos Elguezua.[15]

Casa Plaza-etxe: en el barrio de Santiago. Fue la antigua casa concejil de Astigarraga antes de la construcción de la actual casa consistorial.

#### Caseríos propuestos para protección a nivel municipal
- Caserío Argindegi zar (Errekalde)
- Caserío Iriarte (Santiagomendi): con acceso por medio arco de medio punto
- Caserío Goikoetxea (Santiagomendi)
- Caserío Bortaene (Santiagomendi): con dos ventanas geminadas con arcos conopiales
- Caserío Arraspine (Santiagomendi)
- Caserío Joakitene (Ergobia)
- Caserío Zubimusu/Tafallanea (Ergobia)
- Caserío Oiarbide (Ergobia)

#### Monumentos militares
- Fuerte de Txoritokieta: construido a finales del siglo XIX, es propiedad del Ayuntamiento de Rentería, pero la mitad del fuerte se encuentra dentro del término municipal de Astigarraga. Consta de tres baterías de artillería, un cuartel aspillerado, almacén de pólvora, repuestos de munición, estando rodeado por un foso. Cuenta con una batería auxiliar en sus proximidades que incorpora un cuerpo de guardia, así como un almacén de pólvora y otro de proyectiles.

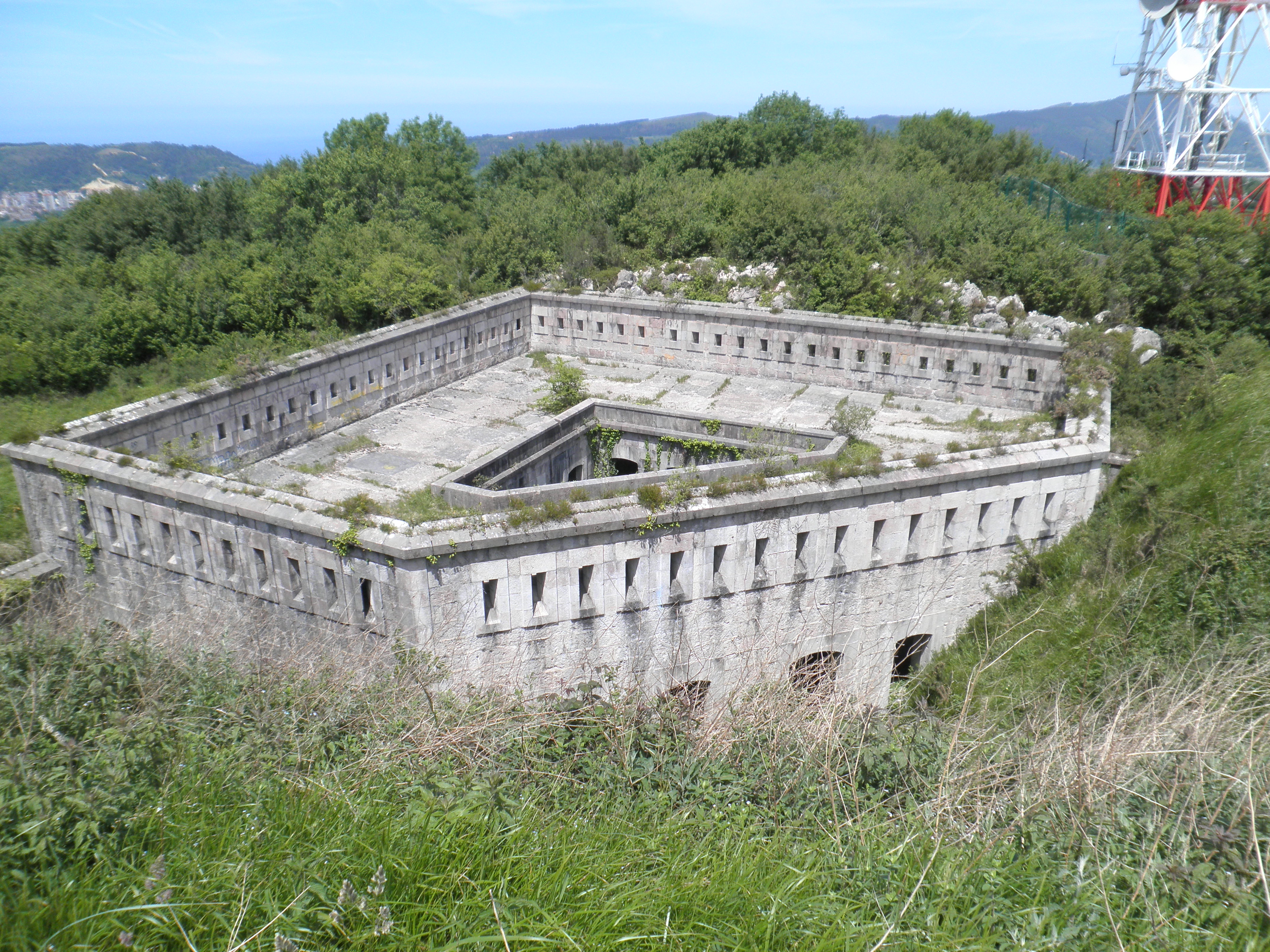
Cuartel aspillerado del fuerte de Txoritokieta

### Deporte
Tiene un equipo de fútbol llamado Mundarro K.E que estuvo a punto de subir a 3.ª división.
El Kenpo-Kai (Arte Marcial Tradicional japonés) cuenta con un grupo de practicantes consolidados desde hace 10 años, que tienen su propia asociación (Astigarragako Kenpo-Kai Elkartea).

### Fiestas

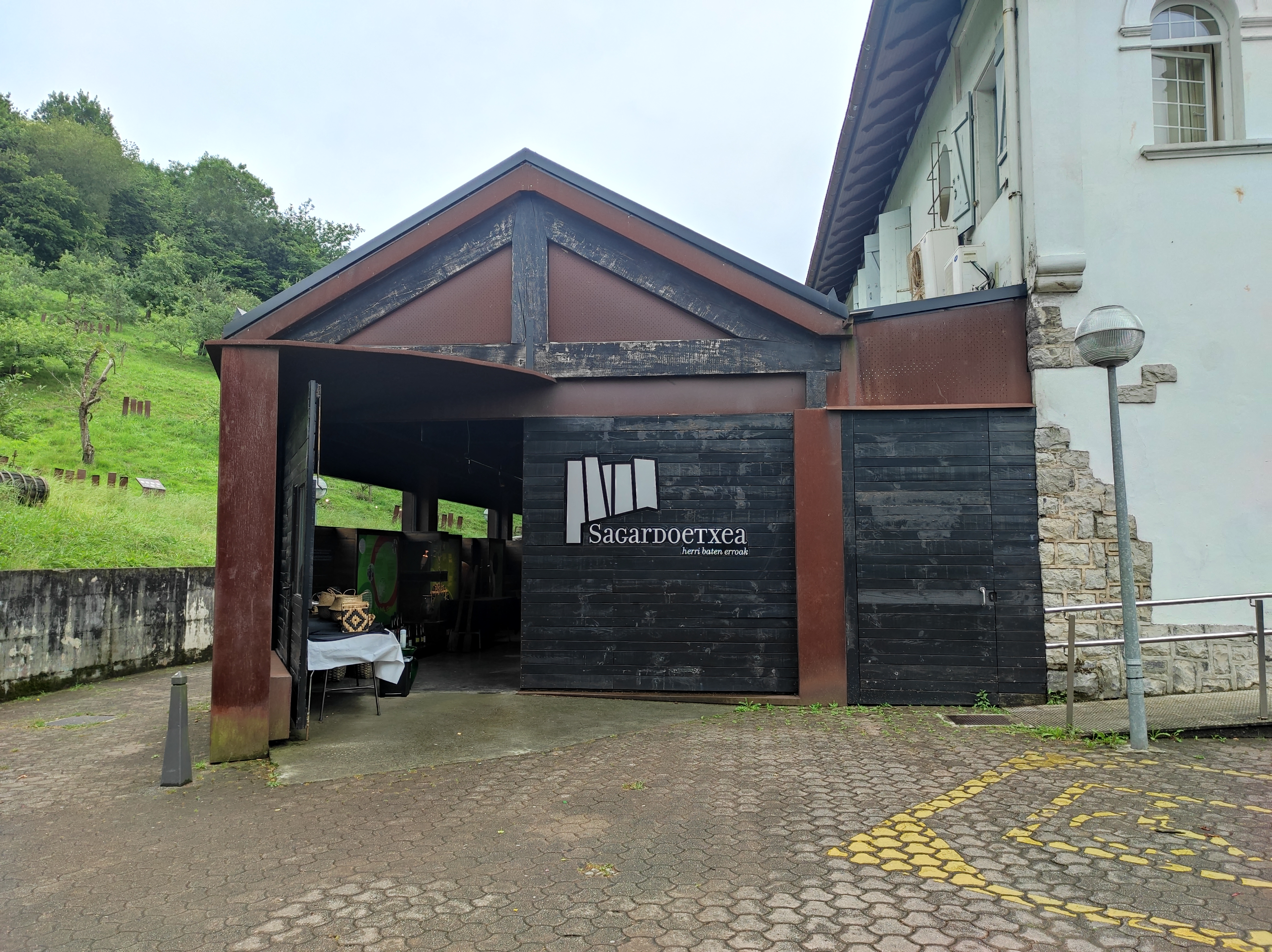
Sagardoetxea (Astigarraga)

En enero se celebra el Sagardo Berriaren Eguna (‘Día de la sidra nueva’). En este día tan especial para el pueblo de Astigarraga se presenta la nueva cosecha en presencia de autoridades y personajes de renombre. El acto de presentación se celebra el miércoles anterior al día de San Sebastián (20 de enero) siendo el viernes de esa semana el día de la apertura de las sidrerías al Txotx. En los últimos años vienen siendo personalidades conocidas los encargados de presentar la nueva cosecha, al grito de «Gure sagardo berria».
Las fiestas de Astigarraga se celebran la última semana de julio, siendo el día grande el 26 de julio, día de Santa Ana, donde se celebra el día de la sidra más antiguo de todos los que se celebran y se realizan deportes rurales vascos (levantamiento de piedras, corte de troncos, etc.) siendo el más espectacular el de carrera de bueyes.
El último domingo de julio se celebra la fiesta Sagar Uzta. Es la celebración de la manzana y del principio de los trabajos del lagar. Es el momento en el que se pone en marcha la maquinaria para crear la nueva sidra (sagardoa) después del duro trabajo de recogida de la manzana.

### Ocio

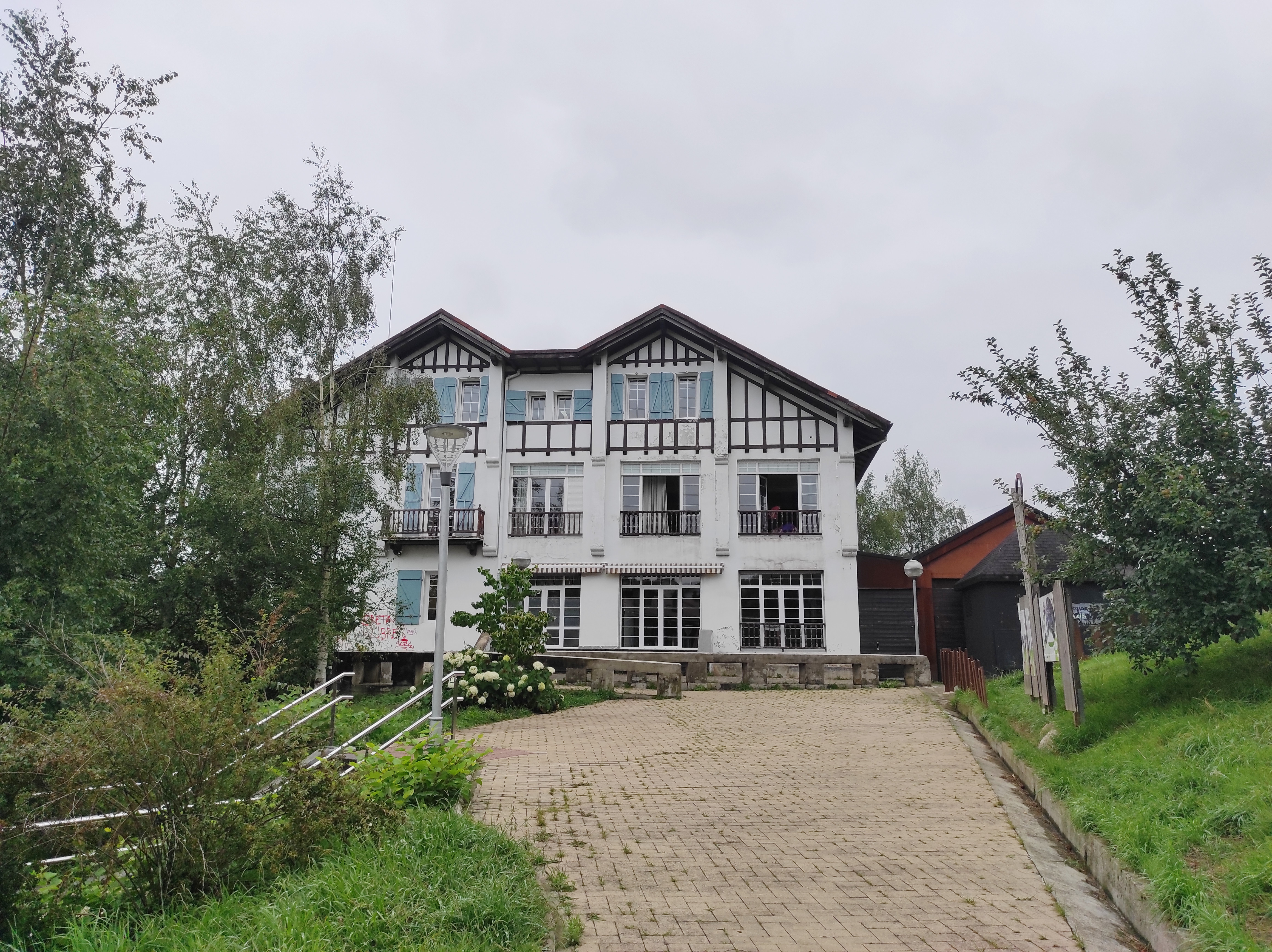
Casa de Cultura

Astigarraga es una de las localidades con más tradición en la elaboración artesanal de sidra. Junto con Hernani y Usúrbil forma el triángulo de las sidrerías donde se concentran la mayor parte de las sidrerías guipuzcoanas. Hay en torno a una veintena de estos establecimientos en el municipio. Durante la temporada de sidrerías (de febrero hasta mayo) la localidad acoge numerosos visitantes que acuden de Guipúzcoa y de las provincias limítrofes a las sidrerías. Los bares del centro de Astigarraga suelen tener una especial animación durante los fines de semana de esta época gracias a estos visitantes.
En Astigarraga se encuentra Sagardoetxea, el Museo de la Sidra Vasca, un espacio donde adentrarse en la cultura sidrera vasca. El museo cuenta con un manzanal, un espacio museístico y un centro de degustación y de cata para la degustación de sidra al txotx. Una visita interesante antes de acudir a una sidrería.